# Fant
Fant è un film del 1937, diretto da Tancred Ibsen, nipote di Henrik Ibsen, con Henny Skjønberg, caratterizzato dall'atteggiamento tradizionale verso i popoli romaní.

## Trama
Insieme ad altre imbarcazioni, quella con a bordo Sebaldus, sua moglie e i due figli Fændrik e Mathilde, è giunta in una località costiera della Norvegia, dove vivono, fra gli altri, Josefa, che abita con suo zio, e il suo fidanzato Oscar. Sbarcati, le donne si mettono a vendere manufatti porta a porta, mentre Fændrik ripara oggetti per la popolazione locale, su pagamento, senza disdegnare di commettere piccoli furti.
Sebaldus aiuta il figlio a comperare un vecchio peschereccio, di modo che Fændrik possa iniziare la sua vita indipendente, ma gli impone di prendere a bordo anche la sorella Mathilde, almeno fino a che suo marito, attualmente in carcere, non verrà rilasciato. Le imbarcazioni ripartono, secondo la loro consuetudine, muovendosi lungo la costa, di porto in porto. Mathilde sta per avere un figlio, e Fændrik la fa sbarcare sulla terraferma, dove viene accolta in una casa da due donne che la aiutano a partorire, mentre il fratello, tornato sulla barca, scopre un nascondiglio dove Mathilde teneva del denaro, e se ne impossessa. Frattanto Josefa, impaurita dall'aspetto dello zio, fugge di casa e va a cercare Oscar, ma non lo trova.
Fændrik si trova sul suo peschereccio, quando da sottocoperta sbuca Josefa, che, nel fuggire, si era nascosta lì quando l'imbarcazione era in porto. I due si mettono a condividere la vita nomade sulla barca. Fændrik la violenta, la istrada verso il commercio ambulante, la porta con sé durante i furti: solo in quest'ultimo caso Josefa si lamenta, e quando cerca di distogliere Fændrik dal rubare, egli, dopo averle reso presente che la vita non è facile neppure per lui, costantemente tenuto sott'occhio dalla polizia, sia che commerci sulla terraferma sia che vaghi sulla barca, la minaccia e la percuote. Oscar, tornato al villaggio dopo qualche giorno di assenza, avvertito dallo zio di Josefa della sparizione della nipote, si mette a cercarla, avendo di mira proprio le imbarcazioni itineranti.
Mathilde, con il suo bambino neonato, cerca il fratello, facendosi dare dei passaggi lungo i tratti di mare: quando lo trova, fra i due nasce una colluttazione, Mathilde viene ferita piuttosto gravemente al fianco con una coltellata e rimane nel peschereccio, con Josefa. Fændrdik va a caccia di anatre, e, in un incidente fortemente condizionato dall'imprudenza, colpisce con una fucilata Oscar, che transitava nei paraggi con la propria piccola barca a motore, che si arena su una spiaggia. Fændrik scarica il corpo di Oscar sulla costa, e, impossessatosi del suo natante, prende il largo. Cade però in mare, e cerca a fatica e a lungo di risalire sulla barca che, avendo il motore acceso, gira in tondo disordinatamente.
Josefa, in una casa, accudisce il convalescente Oscar, e guarda, fuori dalla finestra, le imbarcazioni erranti.